# Бигар (Берзаска)
Бигар (рум. Bigăr) је насеље у општини Берзаска, округ Караш-Северен у Румунији. То је планинско село у Алмашким планинама на надморској висини од 539 м.

## Историја
По "Румунској енциклопедији" насеље постоји од 1826-1827. године, када су ту колонизовани Чеси. Чешка колонија од 66 породица је узела име Шнелерсрухе, по генералу Андреу Шнеру. У другој половини 19. века отворени су руднициугља што је довело до просперитета места. Данашње име село носи од 1911. године према брду и потоку тог имена.

## Становништво
Према попису из 2021. године у насељу је живело 135 становника.
Попис 2002.
| Етнички састав према попису из 2002. године‍ | Етнички састав према попису из 2002. године‍ | Етнички састав према попису из 2002. године‍ | Етнички састав према попису из 2002. године‍ | Етнички састав према попису из 2002. године‍ |
| ------------------------------------------- | ------------------------------------------- | ------------------------------------------- | ------------------------------------------- | ------------------------------------------- |
|                                             |                                             |                                             |                                             |                                             |
| Чеси                                        | Чеси                                        |                                             | 229                                         | 89,1%                                       |
| Румуни                                      | Румуни                                      |                                             | 23                                          | 8,9%                                        |
| Украјинци                                   | Украјинци                                   |                                             | 5                                           | 1,9%                                        |